# رافاييل أورا ليون
رافاييل أورا ليون (بالإسبانية: Rafael Aura León)‏ هو فنان إسباني، ولد في 22 ديسمبر 1939، وتوفي في 24 يونيو 1993.